# دونالد کوک
دونالد کوک (انگلیسی: Donald Cock؛ ۸ ژوئیه ۱۸۹۶ – ۳۱ اوت ۱۹۷۴) یک فوتبالیست اهل بریتانیا بود. در پست مهاجم بازی می‌کرد. وی در سن ۳۱ سالگی بازنشسته شد و در سن ۷۸ سالگی فوت کرد.
از باشگاه‌هایی که در آن بازی کرده‌است می‌توان به باشگاه فوتبال آرسنال، باشگاه فوتبال نیوپورت کانتی، باشگاه فوتبال ولورهمپتون واندررز، باشگاه فوتبال فولام، باشگاه فوتبال لیتون اورینت، باشگاه فوتبال برنتفورد، و باشگاه فوتبال نوتس کانتی اشاره کرد.